# 郡山市立郡山第二中學校
郡山市立郡山第二中學校是位於福島縣郡山市神明町的一所公立初中學校。最初開校時的名稱為「福島縣郡山市立赤木中學校」，翌年改稱為現名。該校最為人所認識的是其合唱團，多年來在全國各重要的合唱比賽中皆獲得佳績。另外，其管絃樂團亦是日本學界中有相當知名度。

## 班級結構（2014年度）
該校設有一年級至三年級各6班，此外二年級、三年級另設1班及2班特別班。
- 一年級：169人[2]
- 二年級：176人[3]
- 三年級：194人[4]

## 課外活動
- 合唱部：由2003年至2008年，在全日本合唱比賽（日语：全日本合唱コンクール）中的「中學校部門混聲合唱」中連續六年獲得全國冠軍。而2008年更同時在NHK全國學校音樂比賽（日语：NHK全国学校音楽コンクール）和福島聲樂合唱大賽（日语：声楽アンサンブルコンテスト全国大会）中獲得全國冠軍的榮譽。另外，由2008年至2011年亦在NHK全國學校音樂比賽的中學合唱組連續四年獲得全國冠軍。累積至2014年，合唱團已經先後在全日本合唱比賽中獲得了11次最高殊榮的金獎，以及連續六年在NHK全國學校音樂比賽東北賽區稱冠。[5]

## 前往方法
可由JR郡山站徒步20分鐘，或利用福島交通的巴士，於第二中學校車站下車。

## 鄰近
- 福島縣立安積黎明高等學校：位處近隣的高等學校，同樣以合唱團為其強項。
- The Mall 郡山
- 郡山市立芳山小學校

## 該校著名人士
- 佐藤祐子：東京混聲合唱團團員。

## 外部連結
- 郡山市立郡山第二中學校網站 （页面存档备份，存于）